# Troels Munk (Schauspieler)
Troels Munk (* 25. Juli 1925 in Roskilde; † 29. August 2016 in Kopenhagen) war ein dänischer Schauspieler.

## Leben
Troels Munk war der Sohn des Malermeisters Johann-Hermann Munk und seiner Frau Frieda Adamsen und wuchs in Roskilde auf. 
Nach seinem Schulabschluss besuchte Munk von 1945 bis 1947 die Studentenschule des Theaters in Frederiksberg, wo er seine Schauspielausbildung absolvierte. Danach stand er als Darsteller am Aarhus Teater, Aalborg-Theater, Folketeatret, Nørrebro-Theater, Silkeborg-Theater, Gladsaxe-Theater, Odense Teater und am Königlichen Theater Kopenhagen auf der Bühne. Insgesamt wirkte er in mehr als 500 Theateraufführungen mit. Im Jahr 2001 verabschiedete er sich endgültig von der Bühne.
Von 1949 bis 1997 stand Munk als Schauspieler in mehr als 40 Film-und-Fernsehproduktionen vor der Kamera, so unter anderem auch in der Serie Die Leute von Korsbaek.
Troels Munk war ab dem 4. Juli 1949 mit der Schauspielerin Jytte Enselmann verheiratet. Die Ehe blieb kinderlos. Er starb am 29. August 2016 im Alter von 91 Jahren in Kopenhagen. Seine Grabstätte befindet sich auf dem Taarbæk-Friedhof. Er war nicht verwandt oder verschwägert mit dem dänischen Schauspieler Troels II Munk (1944–2023).

## Filmografie (Auswahl)
- 1970–1971: Smuglerne (Fernsehserie)
- 1974: Nitten røde roser
- 1984: Twist & Shout (Tro, håb og kærlighed)
- 1985: Højt på en gren
- 1987: Pelle, der Eroberer (Pelle Erobreren)